# 船塚古墳 (成田市)
船塚古墳（ふなづかこふん）、または公津原8号墳（こうづがはらはちごうふん）は、千葉県成田市赤坂にある前方後方墳である。公津原古墳群の支群「天王・船塚古墳群」の8号墳である。千葉県の指定史跡。

## 概要
成田ニュータウンのほぼ中央、赤坂公園内に位置する。千葉県では数少ない前方後方墳で、全国的に見ても特殊なつづみ形とよばれるものであるが、船塚古墳の場合、長方墳とよばれる事もある。周囲には2重の溝が巡っている。全長85メートル、市内で最大の古墳である。この古墳は、成田高等学校の郷土研究部の生徒によって1952年（昭和27年）に調査された際、石棺らしき物が発見されたとされているが、その後、大学や調査機関などによる発掘調査が行われておらず、現在でも石棺の有無など詳しいことは解明されていない。埴輪片などから、7世紀頃の古墳とみられている。
現在は赤坂公園内に保存されている。